# Лазарево (Шуйский район)
Ла́зарево — деревня в Шуйском районе Ивановской области России. Входит в состав Васильевского сельского поселения.

## География
Деревня находится в центральной части Ивановской области, в зоне хвойно-широколиственных лесов, к востоку от автодороги 24К-111, на расстоянии примерно 21 км (по прямой) к северо-востоку от города Шуя, административного центра района. Абсолютная высота — 125 м над уровнем моря.

### Климат
Климат характеризуется как умеренно континентальный, с умеренно холодной многоснежной зимой и относительно тёплым влажным летом. Среднегодовая температура воздуха — 3,3 °C. Средняя температура воздуха самого холодного месяца (января) — −11,6 °C (абсолютный минимум — −46 °C), средняя температура самого тёплого (июля) — 18,5 °С (абсолютный максимум — 38 °С). Безморозный период длится около 133 дней. Годовое количество атмосферных осадков составляет 744 мм, из которых большая часть выпадает в тёплый период.

### Часовой пояс
Деревня Лазарево, как и вся Ивановская область, находится в часовой зоне МСК (московское время). Смещение применяемого времени относительно UTC составляет +3:00.

## История
Деревня известна с XVII века. В XIX веке основным промыслом жителей было портное мастерство.

## Население
| 1859 | 1905 | 2010 |
| ---- | ---- | ---- |
| 85   | ↗101 | ↘13  |

### Национальный состав
Согласно результатам переписи 2002 года, в национальной структуре населения русские составляли 100 % из 18 чел.